# Jānis Rinkus
Jānis Rinkus (Leningrado, 4 dicembre 1977) è un ex calciatore lettone, di ruolo centrocampista.

## Carriera

### Club
Ha trascorso gran parte della sua carriera nel Metalurgs, dal 1993 (quando ancora si chiamava Olimpija), fino al 2004, ad eccezione di una breve parentesi nel 2001 all'FK Riga.
Nella stagione 2005 tentò l'avventura all'estero, con i lituani del Vetra, ma l'anno seguente fece ritorno in patria, prima al Ditton ed infine di nuovo al Riga

### Nazionale
Giocò tre gare in nazionale, senza segnare reti, tutte nel torneo amichevole Rothmans giocato tra il 6 e il 10 febbraio 1998; la sua prima gara fu contro la Georgia e durò un tempo, prima di essere sostituito da Viktors Lukaševičs.

## Statistiche

### Cronologia presenze e reti in Nazionale
| Cronologia completa delle presenze e delle reti in nazionale ― Lettonia | Cronologia completa delle presenze e delle reti in nazionale ― Lettonia | Cronologia completa delle presenze e delle reti in nazionale ― Lettonia | Cronologia completa delle presenze e delle reti in nazionale ― Lettonia | Cronologia completa delle presenze e delle reti in nazionale ― Lettonia | Cronologia completa delle presenze e delle reti in nazionale ― Lettonia | Cronologia completa delle presenze e delle reti in nazionale ― Lettonia | Cronologia completa delle presenze e delle reti in nazionale ― Lettonia |
| Data                                                                    | Città                                                                   | In casa                                                                 | Risultato                                                               | Ospiti                                                                  | Competizione                                                            | Reti                                                                    | Note                                                                    |
| ----------------------------------------------------------------------- | ----------------------------------------------------------------------- | ----------------------------------------------------------------------- | ----------------------------------------------------------------------- | ----------------------------------------------------------------------- | ----------------------------------------------------------------------- | ----------------------------------------------------------------------- | ----------------------------------------------------------------------- |
| 6-2-1998                                                                | Attard                                                                  | Georgia                                                                 | 2 – 1                                                                   | Lettonia                                                                | Torneo Rothmans                                                         | -                                                                       | 46’                                                                     |
| 8-2-1998                                                                | Attard                                                                  | Malta                                                                   | 2 – 1                                                                   | Lettonia                                                                | Torneo Rothmans                                                         | -                                                                       | 63’                                                                     |
| 10-2-1998                                                               | Attard                                                                  | Albania                                                                 | 2 – 2                                                                   | Lettonia                                                                | Torneo Rothmans                                                         | -                                                                       | 81’                                                                     |
| Totale                                                                  |                                                                         | Presenze                                                                | 3                                                                       |                                                                         | Reti                                                                    | 0                                                                       |                                                                         |